# Ludslavice
Ludslavice (jusqu'en 1924 : Rudslavice ; en allemand : Rutzlawitz) est une commune du district de Kroměříž, dans la région de Zlín, en Tchéquie. Sa population s'élevait à 512 habitants en 2025.

## Géographie
Ludslavice se trouve à 11 km à l'est de Kroměříž, à 13 km au nord-ouest de Zlín, à 69 km à l'est-nord-est de Brno et à 240 km à l'est-sud-est de Prague.
La commune est limitée par Třebětice au nord, par Zahnašovice à l'est, par Míškovice au sud et par Kurovice et Hulín à l'ouest.

## Histoire
La première mention écrite du village date de 1275.

## Transports
Par la route, Ludslavice se trouve à 16 km de Kroměříž, à 18 km de Zlín, à 80 km de Brno et à 286 km de Prague.

## Source
- (cs) Cet article est partiellement ou en totalité issu de l’article de Wikipédia en tchèque intitulé « Ludslavice » (voir la liste des auteurs).